# Quintus Minucius Thermus
Quintus Minucius Thermus est un homme politique de la République romaine qui vécut au IIe siècle av. J.-C.

## Biographie
En 193 av. J.-C., il est consul avec Lucius Cornelius Merula. Une série de tremblements de terre eut lieu au début de leur consulat, les deux magistrats ne peuvent présider le Sénat ni s'occuper des affaires publiques, car ils devaient mener les cérémonies de sacrifices et d'expiations, puis, après consultation des livres Sibyllins, on décida de trois jours de supplications.
Puis, il est chargé de pacifier la Gaule cisalpine.
En partant d'Arretium avec deux légions nouvellement levées et 15 000 auxilaires, il libère la ville de Pise assiègée par 40 000 Ligures, mais il n'engage pas de bataille rangée car il se méfie de l'inexpérience de ses recrues. Pour rester en Ligurie, Minucius écrit au Sénat pour le prier de le décharger de sa mission d'organiser les élections à Rome, ce qui est accordé. Il déjoue une embuscade préparée par les Ligures dans un défilé grâce à une diversion de sa cavalerie d'auxliaires numides qui forcent par ruse le barrage. À l'issue de son mandat de consul, Minucius voit prolonger sa mission en Ligurie avec des renforts de troupes. Il peut ainsi battre les Ligures et ravager leurs territoires, avant d'être relevé par le consul de l'année 192.